# Tatort: Ihr werdet gerichtet
Ihr werdet gerichtet ist ein Fernsehfilm aus der Krimireihe Tatort. Es ist der neunte Fall des Luzerner Ermittlers Reto Flückiger (Stefan Gubser). Der vom SRF produzierte Beitrag wurde am 6. September 2015 erstgesendet. Der Zuschauer kennt bereits früh den Täter, Simon Amstad, kann seine Handlungen verfolgen und sein Motiv erkennen – die polizeilichen Ermittlungen werden parallel dazu gezeigt.

## Handlung
In Luzern werden auf offener Straße zwei albanische Autohändler aus einem schwarzen Lieferwagen mit einem Scharfschützengewehr erschossen. Die beiden Albaner sind polizeibekannt: Vor vier Jahren schlugen sie anscheinend grundlos einen jungen Mann so brutal zusammen, dass er seither querschnittgelähmt auf den Rollstuhl angewiesen ist. Die Täter wurden nie verurteilt, da die Schweizer Justiz überlastet ist. Reto Flückiger und Liz Ritschard besuchen das damalige Opfer, das sich erleichtert zeigt, jedoch ein Alibi vorzuweisen hat.
Der Scharfschütze ist der Autoelektroniker Simon Amstad, dessen depressive Frau Karin sich ihm gegenüber äußerst verschlossen und abweisend gibt, was er vergeblich durch liebevolle Fürsorglichkeit zu ändern versucht. Einzig seinem besten Freund Simic, einem ehemaligen serbischen Scharfschützen aus dem Bosnienkrieg, schenkt sie ihr Vertrauen. Bei einem abendlichen Gespräch, das Amstad heimlich abhört, gesteht sie Simic den Grund ihrer Verschlossenheit: Sie wurde von ihrem ehemaligen Chef mehrfach vergewaltigt, schämt sich jedoch zu sehr, um dies ihrem Mann anzuvertrauen oder gar öffentlich zu machen. Amstad betreibt eine eigene kleine Werkstatt im Hinterhof. In deren Keller, den Zugang durch einen verschiebbaren Spind getarnt, hat er sich einen Werkraum eingerichtet, in dem er Spezialmunition anfertigt und sich akribisch auf weitere Anschläge vorbereitet. Professionell plant er hier sein Vorgehen anhand von Fotos, Plänen mit möglichen Fluchtwegen und dem minutiös aufgelisteten Tagesablauf der jeweiligen Zielperson.
Am darauffolgenden Tag wird ein Treuhänder erschossen, wieder unerkannt aus dem schwarzen Lieferwagen heraus. Die Ermittler stellen fest, dass Tatwaffe und Munition sich gleichen. Auch dieses Opfer ist nicht verurteilt worden, nachdem der Mann vor drei Jahren bei einem Verkehrsunfall durch aggressives Fahren eine Mutter und ihr Kind getötet hat. Die Presse spricht bereits von einem Serientäter in Luzern. Die ins Leben gerufene Sonderkommission wird durch einen Profiler unterstützt, der extra aus England hinzugezogen wird. Der sagt aufgrund der bisherigen Ermittlungsergebnisse weitere Opfer voraus, da der Täter durch seine Akte von Selbstjustiz öffentliche Aufmerksamkeit erregen will und in seine Munition das Paragraphenzeichen „§“ eingraviert hat, wozu handwerkliches Geschick gehört. Flückiger schlägt vor, den Unbekannten aus der Reserve zu locken, indem man eine Falschmeldung an die Presse gibt. So wird am nächsten Tag veröffentlicht, dass der Treuhänder Opfer eines Eifersuchtsdramas wurde.
Amstad, der sich dadurch missverstanden fühlt, sendet von einem Mobiltelefon eine SMS-Nachricht an eine Luzerner Zeitung, in der er für den nächsten Tag ein weiteres Attentat ankündigt. Dann schmuggelt er das Telefon in den Lieferwagen eines Mannes, mit dem er tags zuvor in einer Bäckerei aneinandergeraten war. Die Polizei ortet das Telefon, verfolgt den Mann und nimmt ihn mit einem Sondereinsatzkommando fest, doch Flückiger und Ritschard müssen feststellen, dass er der Falsche ist. Die Sonderkommission stellt eine Liste zusammen mit Personen, die in der Vergangenheit Straftaten begingen, jedoch nicht dafür belangt wurden und dadurch in das Profil der bisherigen Opfer passen. Da die Polizei mangels Personal die Zielpersonen nicht einzeln schützen kann, beginnt man, sie telefonisch vor einem möglichen Anschlag zu warnen.
Inzwischen bereitet sich Amstad in seiner Kellerwerkstatt auf sein nächstes Opfer vor. Plötzlich wird er von Simic überrascht, der unerwartet durch den geöffneten Geheimzugang im Keller erscheint. Er erkennt, dass Amstad der gesuchte Heckenschütze ist und weitere Anschläge plant. Er versucht, ihn zum Aufgeben zu überreden. Amstad rechtfertigt sein Tun zunächst, er habe den Glauben in das Rechtssystem verloren und müsse deshalb selbst für Gerechtigkeit sorgen. Als Simic mit seinen Beschwörungen nicht nachlässt, erschlägt ihn Amstad schließlich mit einem Hammer.
Anderntags lauert Amstad in seinem Lieferwagen dem vierten Opfer auf, einem Mann, der eine Auszubildende missbraucht hatte und ohne Strafe davonkam. Als dessen ihm ähnlich sehender Bruder zum Rauchen vor die Tür kommt, erschießt ihn Amstad versehentlich, erkennt seinen Fehler jedoch, als die eigentliche Zielperson hinzukommt. Amstad schießt mehrmals auf ihn, ohne ihn zu treffen, und flieht schließlich vom Tatort, wobei sein schwarzer Lieferwagen von dem Mann gesehen wird.
Durch den Lieferwagen kommt die Polizei schließlich auf die Spur des Killers, der bereits zuvor in den Fokus der Ermittlungen geraten war. Amstad, der eben die Leiche von Simic verschwinden lassen will, wird von seiner Frau Karin im Keller überrascht. Sie erkennt die Situation, sieht aber auch, wie viel sie ihm bedeuten musste, damit er dazu getrieben wurde. Er bietet ihr an, sich zu stellen, doch sie lehnt ab, da sie sonst alleine sei. Sie nimmt ihn mit in ihre Wohnung und umarmt ihn. Zur selben Zeit erscheint Flückiger im Hof und findet den Zugang zum Waffenkeller. Eben, als er auf dem Weg zur Wohnung der Amstads ist, richtet Simon Amstad sich und seine Frau durch Kopfschuss mit einer einzigen Kugel.

## Rezeption

### Einschaltquoten
Die Erstausstrahlung von Ihr werdet gerichtet am 6. September 2015 wurde in Deutschland von 8,96 Millionen Zuschauern gesehen und erreichte einen Marktanteil von 26,7 % für Das Erste. Auf dem Kanal des Schweizer Fernsehens SRF sahen 596.000 Zuschauer die Folge, was einem Marktanteil von 29,8 % entspricht.

### Kritik
Nach Urteil von Rainer Tittelbach von tittelbach.tv sei der Tatort „ein sehr physischer Krimidrama-Suspense-Thriller, ein heftiger Michael-Kohlhaas-Stoff, äußerst suggestiv inszeniert und mit Hang zu blutiger Gewaltdarstellung, die grenzwertig ist für die Primetime. Dennoch einer der besten der bisher neun SRF-»Tatorte« mit Gubser.“
Die Kritiker der Fernsehzeitschrift TV Spielfilm beurteilen den Tatort positiv und meinen: „Zwar wird der Schütze bald präsentiert, das Katz-und-Maus-Duell zwischen ihm und der Polizei bleibt aber spannend. Mehr Tiefe hätte die Tragödie des Rächers vertragen, aber aufgepeppt mit rasantem Soundtrack und in kühles Blau getunkt ist der Schweizer Beitrag […] ein gelungener Auftakt zur neuen »Tatort«-Saison. Das Ende ist hart.“
Mit Ihr werdet gerichtet schufen die Filmschaffenden einen „schönen und beängstigend spannenden Luzern-Tatort mit »Tech-Nick« Antoine Monot jr.“, urteilt Detlef Hartlap, Chefredakteur der prisma.
In der Schweiz bezeichnete Claudia Schwartz Ihr werdet gerichtet in der Neuen Zürcher Zeitung als „Meisterstück“ und schrieb: „Der neunte «Tatort» aus Luzern überzeugt nicht nur als klassischer Suspense-Thriller, in dem die Polizei dem Täter immer ein Stück hinterherhinkt. Der Film blickt tief in die Seelen seiner psychologisch fein gezeichneten Figuren.“
Anders tönte es beim Zürcher Tages-Anzeiger, Kultur-Redaktor Andreas Tobler nannte darin den Mörder „Pfünderli-Sniper“ und beschrieb diesen «Tatort» als „einer des offensichtlichen. Denn wer der Täter war, erfuhr man schon nach wenigen Minuten.“

## Auszeichnung
Die Folge wurde in Deutschland in einem Rating, bei dem fast 400.000 «t-online.de»-User ihre Stimme abgaben, zum besten Tatort des Jahres 2015 gewählt.
Für die Darstellung des Mörders wurde Antoine Monot, Jr., am 24. Januar 2016 im Rahmen der 51. Solothurner Filmtage, der Schweizer Fernsehfilmpreis überreicht.